# Лукар (Јагодина)
Лукар је насељено место града Јагодине у Поморавском округу. Према попису из 2022. има 79 становника (према попису из 2011. било је 116 становника).
Овде се налази Запис Радосављевића јасен (Лукар).

## Историја
До Другог српског устанка Лукар се налазио у саставу Османског царства. Након Другог српског устанка Лукар улази у састав Кнежевине Србије и административно је припадао Јагодинској нахији и Левачкој кнежини све до 1834. године када је Србија подељена на сердарства.

## Демографија
У насељу Лукар живи 123 пунолетна становника, а просечна старост становништва износи 51,7 година (49,7 код мушкараца и 53,8 код жена). У насељу има 49 домаћинстава, а просечан број чланова по домаћинству је 2,84.
Ово насеље је великим делом насељено Србима (према попису из 2002. године), а у последња три пописа, примећен је пад у броју становника.
|  |

| Демографија | Демографија | Демографија |
| Година      | Становника  | Становника  |
| ----------- | ----------- | ----------- |
| 1948.       | 314         |             |
| 1953.       | 325         |             |
| 1961.       | 334         |             |
| 1971.       | 285         |             |
| 1981.       | 222         |             |
| 1991.       | 163         | 163         |
| 2002.       | 139         | 142         |
| 2011.       | 116         |             |
| 2022.       | 79          |             |

| Етнички састав према попису из 2002.‍ | Етнички састав према попису из 2002.‍ | Етнички састав према попису из 2002.‍ | Етнички састав према попису из 2002.‍ | Етнички састав према попису из 2002.‍ |
| ------------------------------------ | ------------------------------------ | ------------------------------------ | ------------------------------------ | ------------------------------------ |
|                                      |                                      |                                      |                                      |                                      |
| Срби                                 | Срби                                 |                                      | 138                                  | 99,28%                               |
| непознато                            | непознато                            |                                      | 1                                    | 0,71%                                |

| Лукар у пописима Јагодинске нахије — од 1818. до 1829.                            |       |       |       |       |       |       |          |       |       |       |       |       |
| Година пописа                                                                     | 1818. | 1819. | 1820. | 1821. | 1822. | 1823. | 1824/25. | 1825. | 1826. | 1827. | 1828. | 1829. |
| Куће                                                                              | 2     | 5     | 5     | 6     | 5     | 7     | 5        | 5     | 5     | 5     | 5     | 5     |
| Пореске главе*                                                                    | -     | 5     | 6     | 6     | 5     | 8     | 5        | 6     | 7     | 7     | 4     | 5     |
| Арачке главе**                                                                    | 5     | 11    | 11    | 14    | 14    | 16    | 14       | 14    | 15    | 15    | 18    | 17    |
| *Пореске главе = Ожењени мушкарци \| ** Арачке главе = Мушкарци од 7 до 70 година |       |       |       |       |       |       |          |       |       |       |       |       |

| Година пописа     | 1948. | 1953. | 1961. | 1971. | 1981. | 1991. | 2002. |
| ----------------- | ----- | ----- | ----- | ----- | ----- | ----- | ----- |
| Број домаћинстава | 59    | 61    | 68    | 64    | 61    | 54    | 49    |

| Број чланова      | 1  | 2  | 3 | 4 | 5 | 6 | 7 | 8 | 9 | 10 и више | Просек |
| ----------------- | -- | -- | - | - | - | - | - | - | - | --------- | ------ |
| Број домаћинстава | 12 | 17 | 6 | 3 | 5 | 4 | 2 | 0 | 0 | 0         | 2,84   |

| Пол    | Укупно | Неожењен/Неудата | Ожењен/Удата | Удовац/Удовица | Разведен/Разведена | Непознато |
| ------ | ------ | ---------------- | ------------ | -------------- | ------------------ | --------- |
| Мушки  | 64     | 17               | 42           | 5              | 0                  | 0         |
| Женски | 62     | 6                | 41           | 15             | 0                  | 0         |
| УКУПНО | 126    | 23               | 83           | 20             | 0                  | 0         |

| Пол    | Укупно                    | Пољопривреда, лов и шумарство | Рибарство                            | Вађење руде и камена | Прерађивачка индустрија       |
| ------ | ------------------------- | ----------------------------- | ------------------------------------ | -------------------- | ----------------------------- |
| Мушки  | 32                        | 26                            | 0                                    | 0                    | 4                             |
| Женски | 24                        | 19                            | 0                                    | 0                    | 4                             |
| УКУПНО | 56                        | 45                            | 0                                    | 0                    | 8                             |
| Пол    | Производња и снабдевање   | Грађевинарство                | Трговина                             | Хотели и ресторани   | Саобраћај, складиштење и везе |
| Мушки  | 0                         | 0                             | 2                                    | 0                    | 0                             |
| Женски | 0                         | 0                             | 0                                    | 0                    | 0                             |
| УКУПНО | 0                         | 0                             | 2                                    | 0                    | 0                             |
| Пол    | Финансијско посредовање   | Некретнине                    | Државна управа и одбрана             | Образовање           | Здравствени и социјални рад   |
| Мушки  | 0                         | 0                             | 0                                    | 0                    | 0                             |
| Женски | 0                         | 0                             | 0                                    | 0                    | 0                             |
| УКУПНО | 0                         | 0                             | 0                                    | 0                    | 0                             |
| Пол    | Остале услужне активности | Приватна домаћинства          | Екстериторијалне организације и тела | Непознато            | Непознато                     |
| Мушки  | 0                         | 0                             | 0                                    | 0                    | 0                             |
| Женски | 1                         | 0                             | 0                                    | 0                    | 0                             |
| УКУПНО | 1                         | 0                             | 0                                    | 0                    | 0                             |